# Слобудка (Сувальський повіт)
Слобудка (пол. Słobódka) — село в Польщі, у гміні Шиплішки Сувальського повіту Підляського воєводства.
Населення — 320 осіб (2011).
У 1975-1998 роках село належало до Сувальського воєводства.

## Демографія
Демографічна структура станом на 31 березня 2011 року:
|          | Загалом | Допрацездатний вік | Працездатний вік | Постпрацездатний вік |
| -------- | ------- | ------------------ | ---------------- | -------------------- |
| Чоловіки | 163     | 31                 | 119              | 13                   |
| Жінки    | 157     | 27                 | 96               | 34                   |
| Разом    | 320     | 58                 | 215              | 47                   |